# Tsa tsa

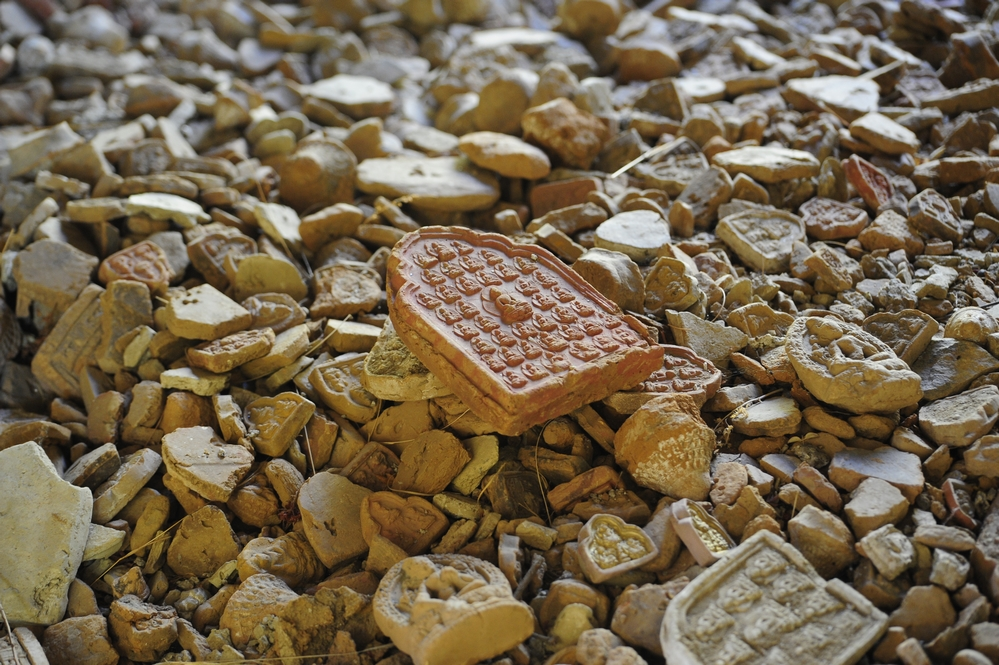
Varios tsa tsa entre escombros.

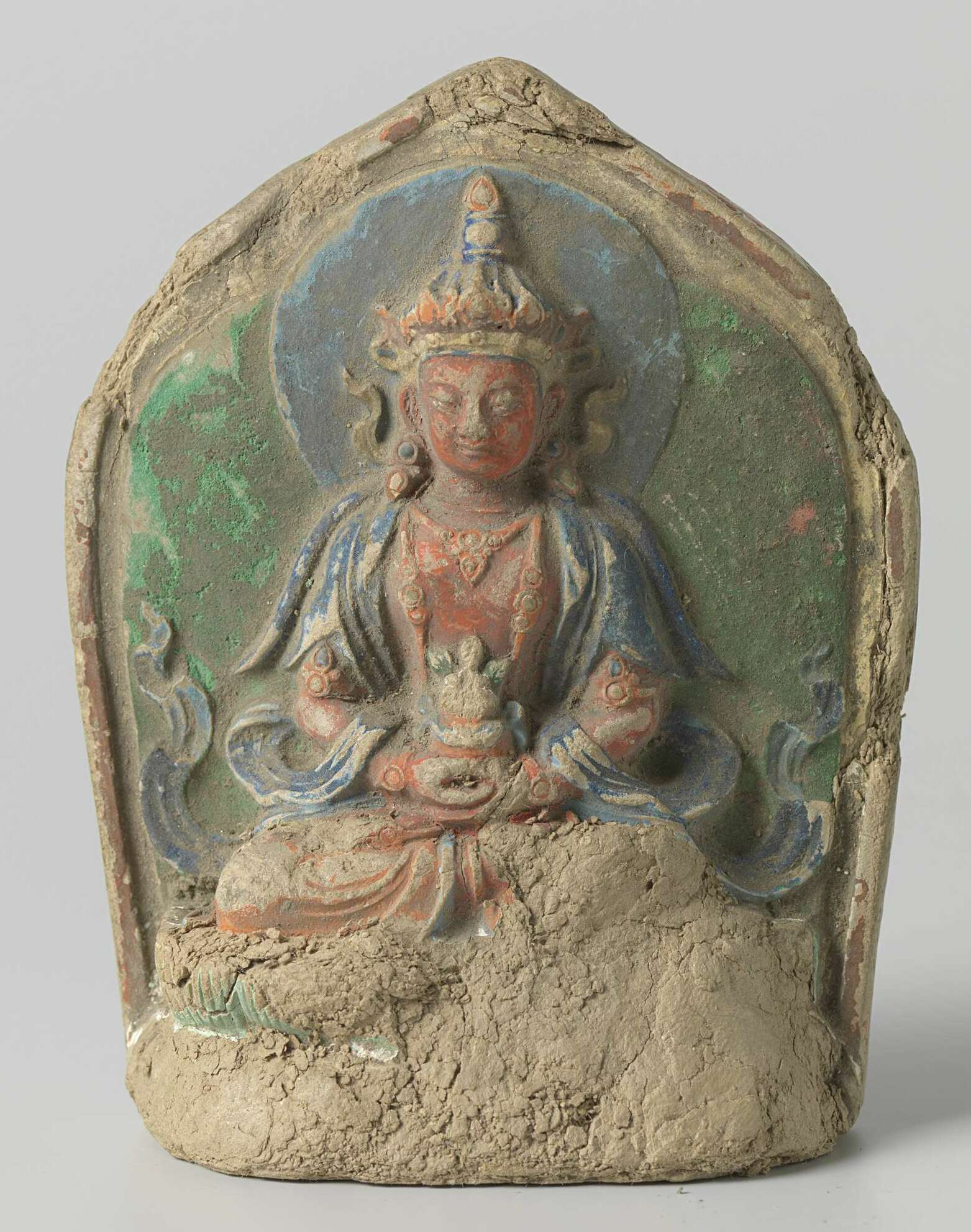
El buda celestial Amitayus en marga prensada. Tíbet,.

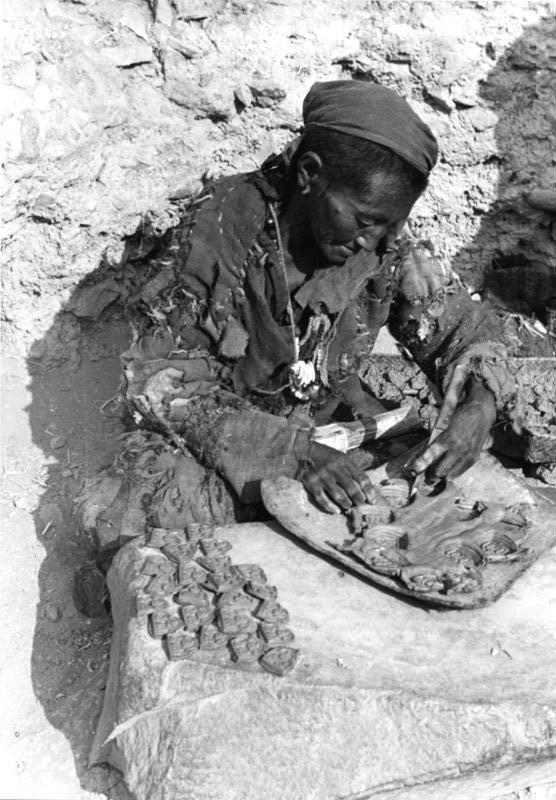
Monje haciendo tsa tsas (1938).

Una tsa tsa (también tsatsa) es una pequeña tablilla votiva escultórica utilizada en el budismo tibetano. Estas placas suelen llevar imágenes sagradas y decoración en relieve, hechas en moldes con arcilla o tierra apisonada, pero a veces pueden utilizarse otros materiales como el metal.
En Bután, la forma habitual es la de un pequeño chorten o estupa, que también se ve a veces en el Tíbet, donde es una forma funeraria especial.

## Utilización
Las tsa tsa no son meros objetos decorativos, sino que suelen representar figuras como Buda, deidades, maestros religiosos o santuarios importantes. También puede haber inscripciones, sílabas sagradas o mantras más largos, por lo que deben tratarse con cuidado.
Las tsa tsa  Suelen dejarse como ofrendas votivas en lugares especiales, como cuevas consideradas sagradas, o depositarse, en grandes cantidades como rellenos de consagración en el interior de estupas. También pueden regalarse a amigos y familiares.
También se suelen fabricar tsa tsa para ocasiones especiales, como los cumpleaños de figuras religiosas importantes o para conmemorar sus visitas (por ejemplo, un lama conocido). Como objetos de meditación, al igual que las estatuas y los thangkas, nos ayudan a visualizar más fácilmente los aspectos búdicos.

## Producción
La mayoría de tsa tsa son de arcilla, aunque ocasionalmente se hacen ofrendas en forma de metal o sustancias más valiosas. A la arcilla o a la marga se le puede añadir agua y fibras vegetales para crear una masa maleable. Las cenizas de los maestros espirituales fallecidos (tras su cremación) pueden añadirse a la arcilla en pequeñas cantidades para producir tsa tsa "bendecidas" como recuerdo del maestro y para retener su presencia. Se tallan moldes en madera o metal y se utilizan para prensar la arcilla. Tras el secado (o la cocción en un horno; se pueden encontrar tsa tsa tanto sin cocer como cocidas), las votivas pueden barnizarse, grabarse, inscribirse y/o pintarse. Durante la producción, se recitan mantras. Su producción se considera una forma de acumular méritos o tener buen karma y, por tanto, en el budismo, de progresar en el camino de la liberación.
Estas tablillas votivas devocionales que se ofrendaban, se solían llevar también como amuletos protectores y son similares a las anteriores tablillas de India que se hacían para llevarlas en las peregrinaciones budistas y depositarlas en lugares como Bodh Gaya.